# Kitty Hawk
För hangarfartyget Kitty Hawk, se USS Kitty Hawk (CV-63). För fartygsklassen, se Kitty Hawk-klass.
Kitty Hawk är en stad i Dare County i delstaten North Carolina i USA. År 2000 uppmättes befolkningen till 2 991 invånare. Staden grundades i början av 1700-talet under namnet Chickahawk och blev känd världen över när Bröderna Wright den 17 december 1903 gjorde världens första flygning med en motordriven flygfarkost.
Kitty Hawk har fått ge namn till två krigsfartyg inom den amerikanska flottan och en rymdfarkost: transportfartyget USS Kitty Hawk (AKV-1), hangarfartyget USS Kitty Hawk (CV-63) samt kommandomodulen Kitty Hawk på Apollo 14. Även smygbombaren B-2 Spirit of Kitty Hawk (AV-19) har fått sitt namn efter staden.